# 77 a.C.

## Eventos
- Décimo Júnio Bruto e Mamerco Emílio Lépido Liviano, cônsules romanos.
- Quarto ano da Guerra de Sertório contra Metelo Pio e Pompeu na península Ibérica.
  - Nomeado governador da Gália Cisalpina, o cônsul do ano anterior Marco Emílio Lépido inicia uma revolta entre os populares na península Itálica e recebe o apoio de Marco Júnio Bruto. O primeiro foi derrotado por seu ex-colega de consulado Quinto Lutácio Cátulo e o segundo, por Pompeu.
  - Ao final do mandato consular, nenhum dos dois cônsules aceitou ser enviado para a Hispânia para lutar contra Sertório e Pompeu é nomeado para ajudar Metelo Pio.
  - As forças remanescentes de Lépido, que estavam na Sardenha com ele, foram levadas por Marco Perperna Ventão para a Hispânia e se juntaram a Sertório.